# Aquiloeurycea cafetalera
Espèce
Synonymes
- Pseudoeurycea cafetalera Parra-Olea, Rovito, Márquez-Valdelamar, Cruz, Murrieta-Galindo & Wake, 2010

Aquiloeurycea cafetalera est une espèce d'urodèles de la famille des Plethodontidae.

## Répartition
Cette espèce est endémique du Veracruz au Mexique.

## Publication originale
- Parra-Olea, Rovito, Márquez-Valdelamar, Cruz, Murrieta-Galindo & Wake, 2010 : A new species of Pseudoeurycea from the cloud forest in Veracruz, México. Zootaxa, no 2725, p. 57-68.